# Ibadana
Ibadana Locket & Russell-Smith, 1980 è un genere di ragni appartenente alla famiglia Linyphiidae.

## Distribuzione
L'unica specie oggi attribuita a questo genere è stata reperita in Nigeria e Camerun.

## Tassonomia
A dicembre 2011, si compone di una specie:
- Ibadana cuspidata Locket & Russell-Smith, 1980[3] — Nigeria, Camerun